# Central nuclear de Chooz

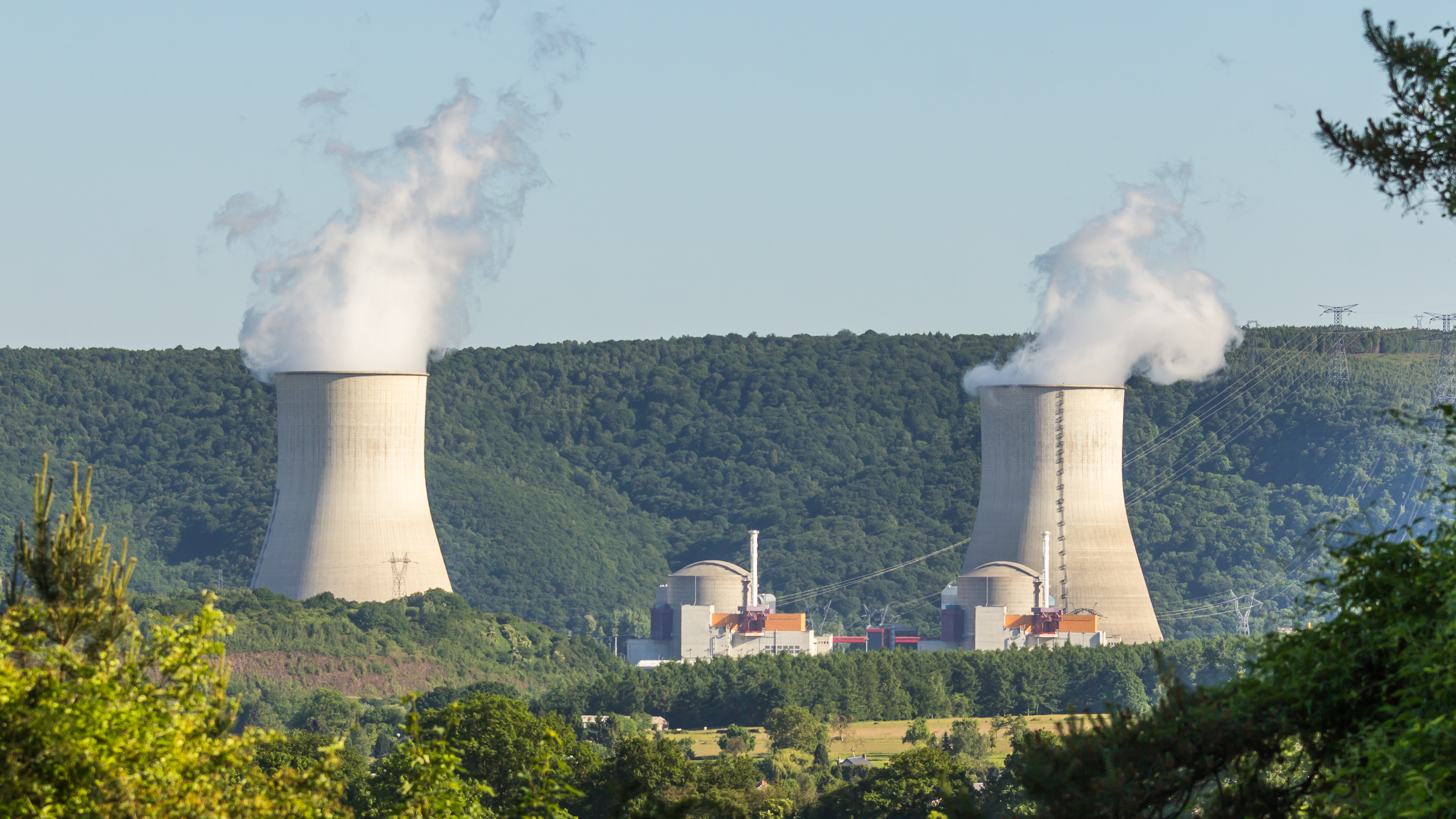
Central nuclear de Chooz

La central nuclear de Chooz B se ubica en la localidad francesa de Chooz, en el departamento Ardenas, en el área conocida como punta de Givet, un territorio francés que se adentra bastante en Bélgica. Se sitúa a orillas del río Mosa, entre Charleville-Mézières (55 km río arriba) y Dinant (25 km río abajo).

## Los reactores
En el sitio nuclear de Chooz se encuentran:
- Chooz A, de una potencia de 305 Megavatios. Se puso en funcionamiento en 1967 y se detuvo en 1991. Actualmente se encuentra en proceso de desmantelamiento;
- Chooz B, que comprende dos unidades que pueden producir cada una 1.450 Megavatios en la red eléctrica (Chooz B1 fue puesta en funcionamiento en agosto de 1996, mientras que Chooz B2 lo hizo en abril de 1997). Estas dos unidades son de tipo reactor de agua a presión y de concepción 100% francesa.

La central de Chooz emplea aproximadamente a 700 personas.

## Incidentes nucleares
En 2004, se produjeron en la central nuclear de Chooz tres incidentes clasificados de nivel 1 en la escala INES, lo que equivale a "anomalías".
En noviembre de 2006 se produjo una fuga de gas radiactivo superior a la que autoriza la normativa, mientras se estaban realizando trabajos de mantenimiento. El límite espontáneo superó el 10% durante un minuto, lo que representa la diezmilésima parte de lo que se autoriza en un año.